# Zeitschrift für Sozialforschung

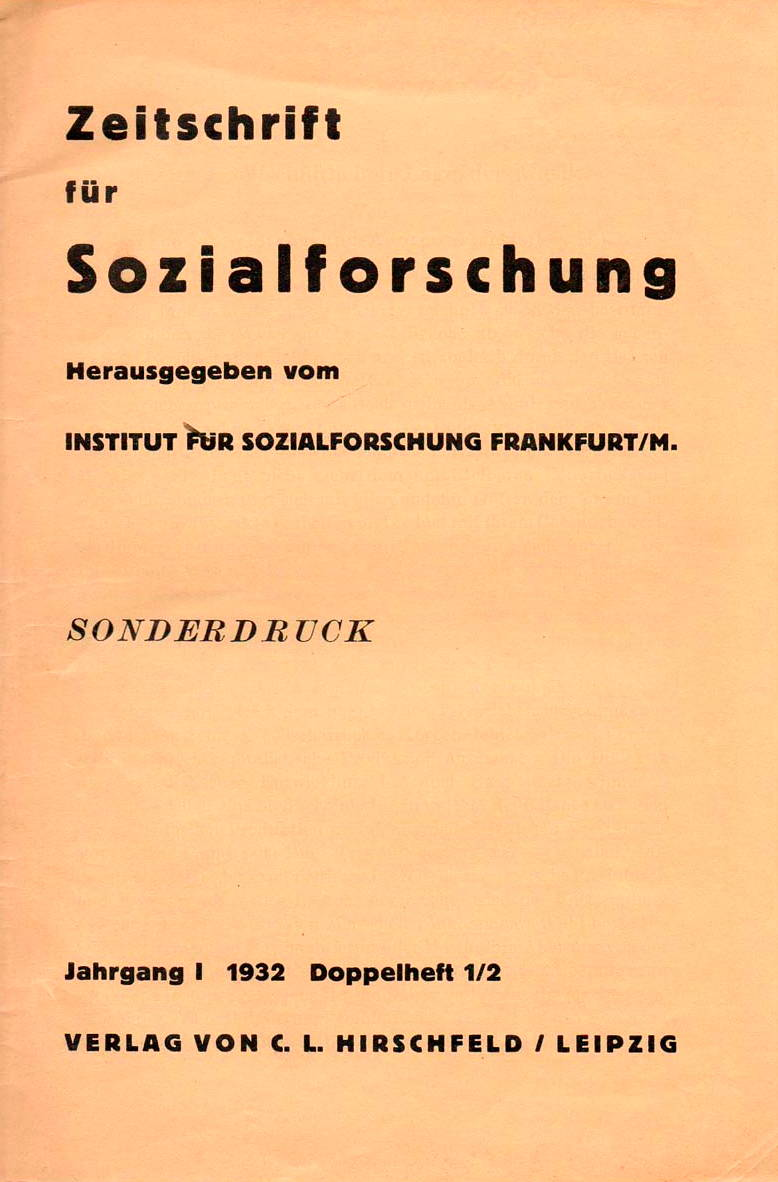

Die Zeitschrift für Sozialforschung wurde 1932 vom Frankfurter Institut für Sozialforschung unter der Leitung von Max Horkheimer begründet und erschien in insgesamt neun Jahrgängen bis 1941.

## Geschichte
Der erste Jahrgang (1932) erschien im Verlag C. L. Hirschfeld in Leipzig. Nach der Schließung des Instituts durch die Nationalsozialisten erschienen in der Emigration die Jahrgänge 2 bis 7 (1933–1938) bei Librairie Felix Alcan in Paris und die beiden letzten Jahrgänge 8 und 9 (1939/40 und 1941/42) unter dem englischen Titel Studies in Philosophy and Social Science im Eigenverlag in New York City.
Im Vorwort des ersten Heftes nennt Horkheimer „die Theorie der gegenwärtigen Gesellschaft“ und ihres geschichtlichen und zukünftigen Verlaufs als das „vereinigende Prinzip“ der veröffentlichten „theoretischen Abhandlungen über philosophische, psychologische, ökonomische, soziologische Probleme“.

## Mitarbeiter
Autoren, die in der Zeitschrift publizierten: Theodor W. Adorno, Raymond Aron, Walter Benjamin, Franz Borkenau, Célestin Bouglé, Erich Fromm, Henryk Grossmann, Julian Gumperz, Maurice Halbwachs, Max Horkheimer, Otto Kirchheimer, Alexandre Koyré, Ernst Krenek, Harold Dwight Lasswell,  Paul F. Lazarsfeld, Leo Löwenthal, Richard Löwenthal, Herbert Marcuse, Kurt Mandelbaum, Margaret Mead, Gerhard Meyer (Ökonom), Franz Neumann, Otto Neurath, Friedrich Pollock, Ernest G. Schachtel, Ferdinand Tönnies, Felix Weil, Hilde Weiss, Karl August Wittfogel.